# Caroline Hériaud
Caroline Hériaud (Saint-Sébastien-sur-Loire, 22 dicembre 1996) è una cestista francese.

## Carriera

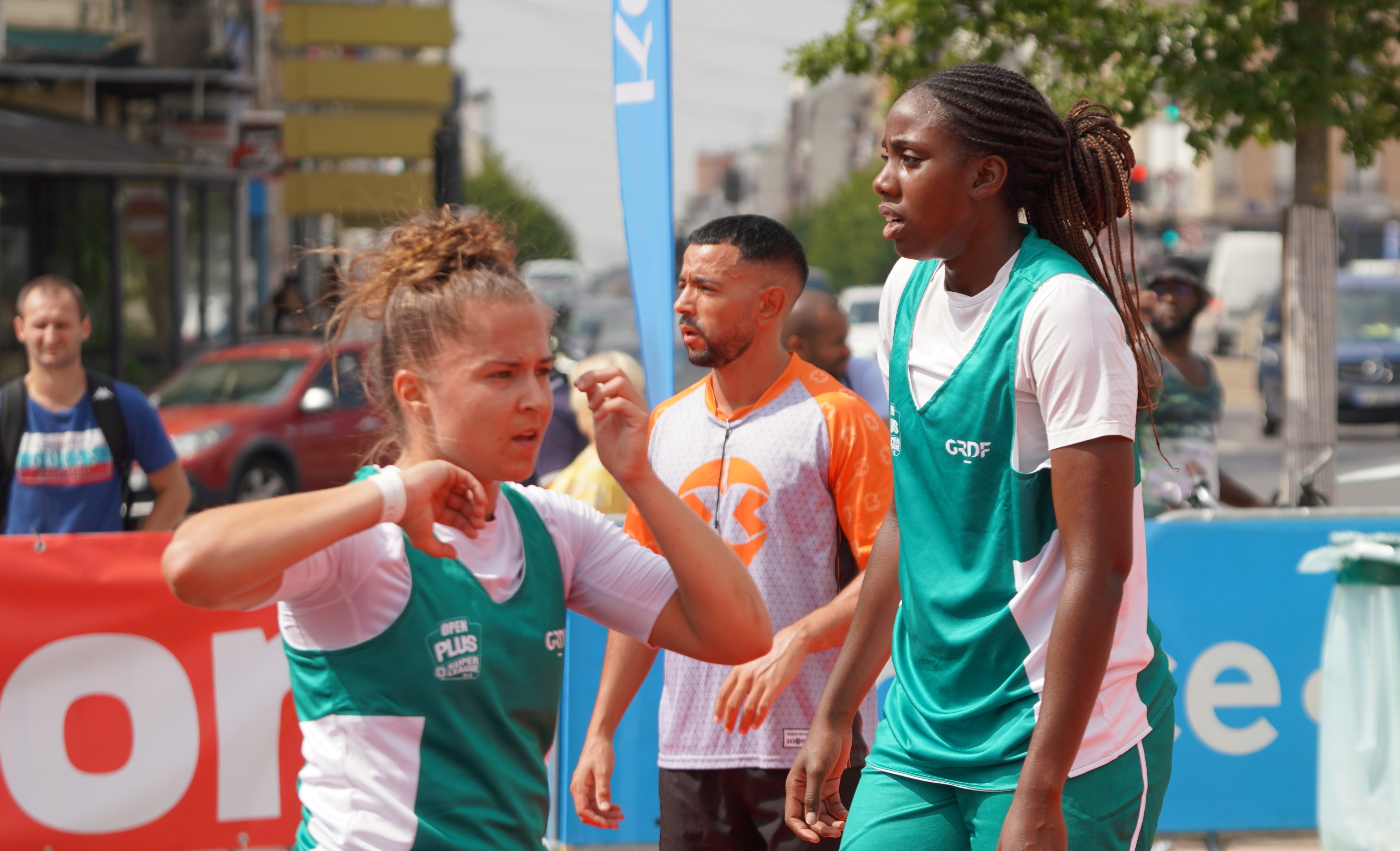
Superleague 3x3.

Con la Francia 3x3 ha vinto la medaglia d'oro ai Giochi del Mediterraneo del 2018 e ai Giochi europei del 2019.